# Pilum

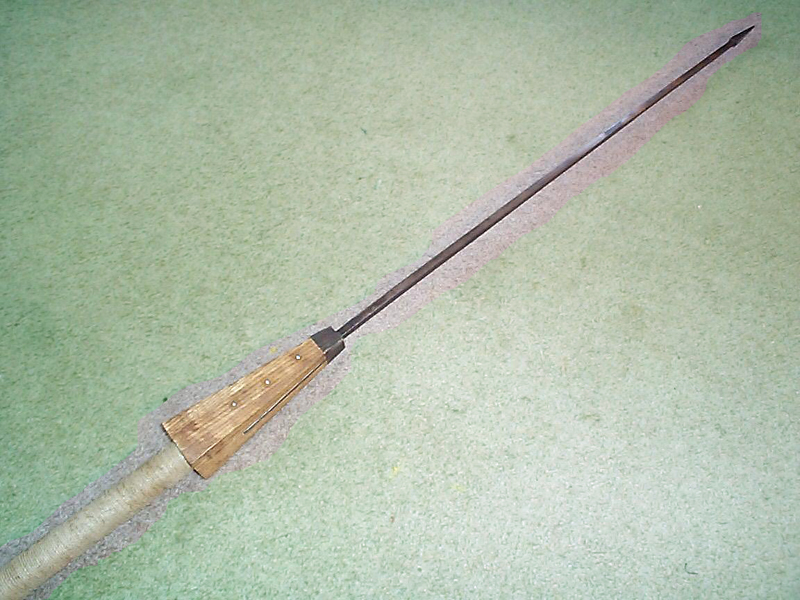
Egy késői típusú pilum. A nyélrögzítés három darab szögfejen látszik.

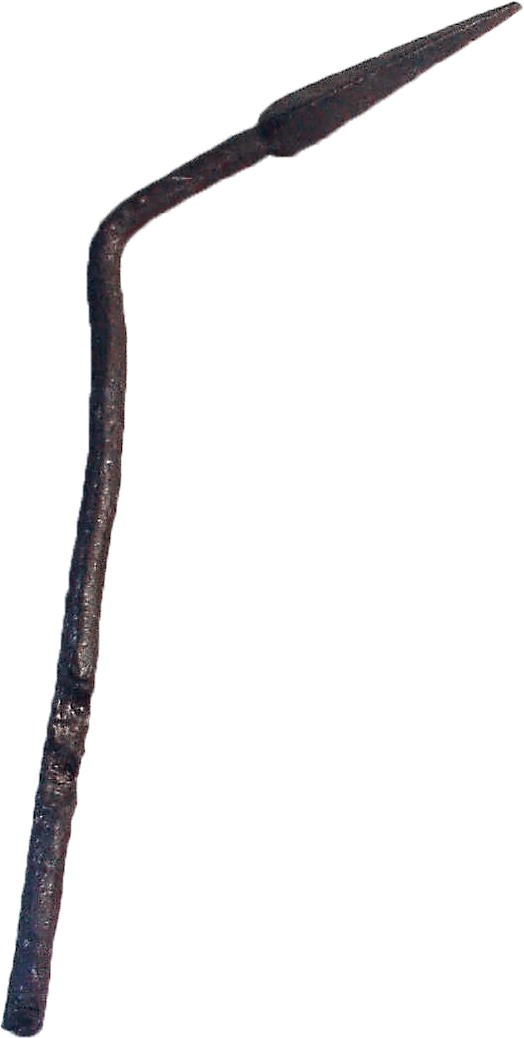
Egy késői típusú pilum elgörbült, nyél nélküli hegye.

A pilum a római legionáriusok félezer éven át használt jellegzetes hajítófegyvere. Körülbelül 2 méter hosszú nehézgerely, melynek vashegye képes volt átütni az ellenség vértezetét vagy pajzsát. Valószínűleg a nyél alsó végét is hegyesre alakították, ezzel a földbe is szúrhatták, de ennek általánosságáról nincs bizonyíték vagy adat.
Polübiosz leírása szerint a legionáriusok közül a hastatusok és princepsek, vagyis a manipulusok alakzatának első két sorába sorolt újoncok és tapasztalt ifjak két pilumot vittek magukkal. A harcban valószínűleg csak egyet használtak. A harmadik sor – triariusok – hoplita lándzsát használtak. A pilumok különböző súlyúak voltak, a könnyebbet valószínűleg nagyobb távolságra dobták. Miután eldobták, karddal rontottak rá a megsebesült ellenfélre.
Caius Marius hadseregreformja során a fegyverzet is átalakításra került, ekkori újítás volt, hogy míg korábban a vashegyet két vasszög fogta a nyélhez, ő az egyiket faszöggel helyettesítette. Amikor a pilum beleállt az ellenség pajzsába, a faszög eltört, így nehezebben lehetett a dárdát kihúzni, illetve nem lehetett visszadobni. A pilumot a rekonstrukciókkal végzett kísérletek alapján 15 méteres távolságban használhatták, de legfeljebb 30 méterig. Ezen belül viszont nagy átütőereje volt. Ekkor a manipulust felváltotta a hat centuriából álló cohors. A katonák közti vagyoni különbség megszűntével fegyverzetük is uniformizálódott: minden gyalogos katona nehézfegyverzetű lett, akik a gladius mellett továbbra is két pilumot hordoztak. Ekkor más szerepet kapott a lándzsa és a gerely is. A principatus hadseregében továbbra is ez maradt a helyzet. A 2. században Flavius Arrianus seregében az első négy sornál volt pilum, az 5–8. sorban a lancea nevű gerelyfélét használták. A császárkori seregben a legionariusok már általában csak karddal (ekkor már többféle kardtípussal) voltak felfegyverezve, a pilum a 3. században egyre inkább kiszorult, mert az auxiliaris csapatok a saját fegyverzetüket (gerelyt, lándzsát, dárdát) használtak.
A pilum elülső vashegye a nyélbe fúrt vájatba illeszkedett, a felerősítés helyén széles tokkal. Ez a tok egyben nehezék is – ettől nehézgerely, miközben méretében kisebb a gerelyeknél –, és ez a tömegtöbblet eredményezte a vékony hegy nagy átütő erejét. A tokra illeszkedett maga a hegy. Egyszerűbb esetben maga a hegy végződött egy foglalatban, amelyet a nyél végére illesztettek. A Római Köztársaság korai időszakaiból kevés pilumhegy maradt fenn, de a talamonaccioi és smiheli feltárások alapján az i. e. 3. században a vas szár még rövidebb volt, ugyanakkor a szakállas hegy jóval szélesebb, mint a későbbi típusoknál. Ebben az időben még a velites harcos gerelye volt a hosszú hegyű és szakáll nélküli. A késői köztársaságkorból és a császárkorból nagyon sok pilumlelet ismert, olyannyira, hogy tipizálásuk szinte lehetetlen. Rengeteg különböző alakú, méretű és kiképzésű pilumot használtak. Ami közös bennük, az a hegy megnövelt tömege.